# Primera División 2022-2023 (Spagna)
La Primera División 2022-2023, commercialmente denominata Liga Santander per motivi di sponsor, è stata la 92ª edizione del campionato spagnolo di calcio, iniziata il 12 agosto 2022 e conclusasi il 4 giugno 2023 con la ventisettesima affermazione nella storia del Barcellona.

## Stagione

### Novità
Dalla stagione precedente sono state retrocesse Granada, Alavés e Levante. Dalla Segunda División sono state promosse Almería, Real Valladolid e Girona, che si sono classificate rispettivamente in 1ª, 2ª e 6ª posizione. Il Girona ha guadagnato la promozione vincendo i play-off, battendo in finale il Tenerife, pareggiando 0-0 all'andata e vincendo 3-1 al ritorno.
Le comunità autonome più rappresentate sono l'Andalusia (Betis, Cadice, Almeria e Siviglia) e la Comunità autonoma di Madrid (Atletico Madrid, Getafe, Rayo Vallecano e Real Madrid) con quattro squadre. Seguono, la Comunità Valenciana (Elche, Valencia e Villarreal) e la Catalogna (Barcellona, Espanyol e Girona) con tre, i Paesi Baschi (Athletic Bilbao e Real Sociedad) con due e la Galizia (Celta Vigo), le Isole Baleari (Maiorca), la Castiglia e León (Real Valladolid) e la Navarra (Osasuna), con una squadra a testa.

### Formula
Al torneo partecipano 20 squadre che si sfidano in un girone all'italiana secondo la struttura più consueta dei campionati calcistici moderni. Ogni partecipante deve sfidare tutti gli altri per due volte: la prima nel girone d'andata, l'altra nel girone di ritorno. L'ordine in cui vengono affrontate le altre squadre è stabilito dal calendario, il quale prevede che tutte le partite del girone d'andata verranno ripetute nel girone di ritorno, con l'inversione del terreno di gioco. Vengono assegnati tre punti per la vittoria, uno per il pareggio e zero per la sconfitta, indipendentemente dal fattore campo.
Le prime quattro classificate si qualificano per la fase a gironi di UEFA Champions League, mentre accede all'UEFA Europa League la 5ª classificata e la vincitrice della Coppa del Re 2022-2023. La 6ª classificata accede ai play-off della UEFA Europa Conference League. Le ultime 3 squadre retrocedono direttamente in Segunda División 2023-2024.

## Squadre partecipanti
| Squadra         | Stagione | Città            | Stadio                              | Stagione precedente                              |
| --------------- | -------- | ---------------- | ----------------------------------- | ------------------------------------------------ |
| Almería         | dettagli | Almería          | Estadio de los Juegos Mediterráneos | 1º in Segunda División, promossa                 |
| Athletic Bilbao | dettagli | Bilbao           | San Mamés Barria                    | 8º posto in Primera División                     |
| Atlético Madrid | dettagli | Madrid           | Cívitas Metropolitano               | 3º posto in Primera División                     |
| Barcellona      | dettagli | Barcellona       | Camp Nou                            | 2º posto in Primera División                     |
| Betis           | dettagli | Siviglia         | Stadio Benito Villamarín            | 5º posto in Primera División                     |
| Cadice          | dettagli | Cadice           | Ramón de Carranza                   | 17º posto in Primera División                    |
| Celta Vigo      | dettagli | Vigo             | Balaídos                            | 11º posto in Primera División                    |
| Elche           | dettagli | Elche            | Manuel Martínez Valero              | 13º posto in Primera División                    |
| Espanyol        | dettagli | Barcellona       | RCDE Stadium                        | 14º posto in Primera División                    |
| Getafe          | dettagli | Getafe           | Alfonso Pérez                       | 15º posto in Primera División                    |
| Girona          | dettagli | Girona           | Stadio Montilivi                    | 6º in Segunda División, promossa dopo i play-off |
| Maiorca         | dettagli | Palma di Maiorca | Visit Mallorca Estadi               | 16º posto in Primera División                    |
| Osasuna         | dettagli | Pamplona         | Estadio Reyno de Navarra            | 10º posto in Primera División                    |
| Rayo Vallecano  | dettagli | Madrid           | Campo de Fútbol de Vallecas         | 12º posto in Primera División                    |
| Real Madrid     | dettagli | Madrid           | Stadio Santiago Bernabéu            | 1º posto in Primera División, campione           |
| Real Sociedad   | dettagli | San Sebastián    | Anoeta                              | 6º posto in Primera División                     |
| Real Valladolid | dettagli | Valladolid       | Jose Zorrilla                       | 2º in Segunda División, promossa                 |
| Siviglia        | dettagli | Siviglia         | Ramón Sánchez-Pizjuán               | 4º posto in Primera División                     |
| Valencia        | dettagli | Valencia         | Mestalla                            | 9º posto in Primera División                     |
| Villarreal      | dettagli | Vila-real        | Estadio de la Ceramica              | 7º posto in Primera División                     |

## Allenatori e primatisti
| Squadra         | Allenatore | Calciatore più presente                 | Cannoniere                           |
| --------------- | --- | --------------------------------------- | ------------------------------------ |
| Almeria         | Rubí | Fernando Martínez, Lucas Robertone (37) | El Bilal Touré (7)                   |
| Athletic Bilbao | Ernesto Valverde | Óscar de Marcos, Álex Berenguer (37)    | Oihan Sancet, Iñaki Williams (10)    |
| Atlético Madrid | Diego Simeone | Antoine Griezmann (38)                  | Antoine Griezmann (15)               |
| Barcellona      | Xavi | Marc-André ter Stegen (38)              | Robert Lewandowski (23)              |
| Betis           | Manuel Pellegrini | Borja Iglesias (35)                     | Borja Iglesias (15)                  |
| Cadice          | Sergio González | Alfonso Espino (36)                     | Theo Bongonda, Gonzalo Escalante (4) |
| Celta Vigo      | Eduardo Coudet (1ª-12ª) Carlos Carvalhal (13ª-)                                                                                       | Iago Aspas, Javi Galán (37)             | Iago Aspas (12)                      |
| Elche           | Francisco (1ª-7ª) Alberto Gallego (8ª) Jorge Almirón (9ª-13ª) Sergio Mantecón (14ª) Pablo Machín (15ª-26ª) Sebastián Beccacece (27ª-) | Edgar Badia (36)                        | Lucas Boyé (7)                       |
| Espanyol        | Diego Martínez Penas (1ª-27ª) Luis García (28ª-)                                                                                      | Sergi Darder (38)                       | Joselu (16)                          |
| Getafe          | Quique Sánchez Flores (1ª-31ª) José Bordalás (32ª-)                                                                                   | David Soria (38)                        | Enes Ünal (14)                       |
| Girona          | Míchel | Taty Castellanos (35)                   | Taty Castellanos (13)                |
| Maiorca         | Javier Aguirre | Predrag Rajković, Lee Kang-in (36)      | Vedat Muriqi (15)                    |
| Osasuna         | Jagoba Arrasate | Jon Moncayola (37)                      | Ezequiel Ávila, Ante Budimir (8)     |
| Rayo Vallecano  | Andoni Iraola | Fran García Sergio Camello (38)         | Isi Palazón (9)                      |
| Real Madrid     | Carlo Ancelotti | Eduardo Camavinga (37)                  | Karim Benzema (19)                   |
| Real Sociedad   | Imanol Alguacil | Álex Remiro (38)                        | Alexander Sørloth (12)               |
| Real Valladolid | Pacheta (1ª-27ª) Paulo Pezzolano (28ª-)                                                                                               | Kike Pérez (36)                         | Cyle Larin (8)                       |
| Siviglia        | Julen Lopetegui (1ª-7ª) Jorge Sampaoli (8ª-26) José Luis Mendilibar (27ª-)                                                            | Nemanja Gudelj (34)                     | Youssef En-Nesyri (8)                |
| Valencia        | Gennaro Gattuso (1ª-19ª) Voro (17ª; 20ª-21ª) Rubén Baraja (22ª-)                                                                      | Giorgi Mamardashvili, Samuel Lino (38)  | Samuel Lino, Justin Kluivert (6)     |
| Villarreal      | Unai Emery (1ª-11ª) Quique Setién (12ª-)                                                                                              | Dani Parejo, Samuel Chukwueze (37)      | Nicolas Jackson (12)                 |

## Classifica finale
|        | Pos. | Squadra         | Pt | G  | V  | N  | P  | GF | GS | DR  |
| ------ | ---- | --------------- | -- | -- | -- | -- | -- | -- | -- | --- |
|        | 1.   | Barcellona      | 88 | 38 | 28 | 4  | 6  | 70 | 20 | +50 |
|        | 2.   | Real Madrid     | 78 | 38 | 24 | 6  | 8  | 75 | 36 | +39 |
|        | 3.   | Atlético Madrid | 77 | 38 | 23 | 8  | 7  | 70 | 33 | +37 |
|        | 4.   | Real Sociedad   | 71 | 38 | 21 | 8  | 9  | 51 | 35 | +16 |
|        | 5.   | Villarreal      | 64 | 38 | 19 | 7  | 12 | 59 | 40 | +19 |
|        | 6.   | Betis           | 60 | 38 | 17 | 9  | 12 | 46 | 41 | +5  |
| [ 24 ] | 7.   | Osasuna         | 53 | 38 | 15 | 8  | 15 | 37 | 42 | -5  |
|        | 8.   | Athletic Bilbao | 51 | 38 | 14 | 9  | 15 | 47 | 43 | +4  |
|        | 9.   | Maiorca         | 50 | 38 | 14 | 8  | 16 | 37 | 43 | -6  |
|        | 10.  | Girona          | 49 | 38 | 13 | 10 | 15 | 58 | 55 | +3  |
|        | 11.  | Rayo Vallecano  | 49 | 38 | 13 | 10 | 15 | 45 | 53 | -8  |
| [ 25 ] | 12.  | Siviglia        | 49 | 38 | 13 | 10 | 15 | 47 | 54 | -7  |
|        | 13.  | Celta Vigo      | 43 | 38 | 11 | 10 | 17 | 43 | 53 | -10 |
|        | 14.  | Cadice          | 42 | 38 | 10 | 12 | 16 | 30 | 53 | -23 |
|        | 15.  | Getafe          | 42 | 38 | 10 | 12 | 16 | 34 | 45 | -11 |
|        | 16.  | Valencia        | 42 | 38 | 11 | 9  | 18 | 42 | 45 | -3  |
|        | 17.  | Almería         | 41 | 38 | 11 | 8  | 19 | 49 | 65 | -16 |
|        | 18.  | Real Valladolid | 40 | 38 | 11 | 7  | 20 | 33 | 63 | -30 |
|        | 19.  | Espanyol        | 37 | 38 | 8  | 13 | 17 | 52 | 69 | -17 |
|        | 20.  | Elche           | 25 | 38 | 5  | 10 | 23 | 30 | 67 | -37 |

Legenda:
      Campione di Spagna e ammessa alla fase a gironi della  UEFA Champions League 2023-2024.
      Ammesse alla fase a gironi della UEFA Champions League 2023-2024.
      Ammesse alla fase a gironi della  UEFA Europa League 2023-2024.
      Ammessa agli spareggi della  UEFA Conference League 2023-2024.
      Retrocessa in  Segunda División 2023-2024.
Regolamento:
Tre punti per la vittoria, uno per il pareggio, zero per la sconfitta.
In caso di arrivo di due squadre a pari punti, la graduatoria verrà stilata in base all'ordine dei seguenti criteri:
- Differenza reti negli scontri diretti
- Differenza reti generale
- Reti realizzate in generale

In caso di arrivo di tre o più squadre a pari punti, la graduatoria verrà stilata in base all'ordine dei seguenti criteri:
- Punti negli scontri diretti (classifica avulsa)
- Differenza reti negli scontri diretti
- Differenza reti generale
- Reti realizzate in generale
- Classifica fair-play stilata a inizio stagione

Nel caso un criterio escluda solamente alcune delle squadre, senza quindi determinare l'ordine completo, tali squadre vengono escluse dal criterio successivo, rimanendo così senza possibilità di posizionarsi meglio.

### Squadra campione
| Formazione tipo (4-3-3) | Giocatori (presenze)       |
| --- | -------------------------- |
| Ter Stegen Koundé Christensen Araújo Balde Pedri Busquets De Jong Raphinha Lewandowski Gavi | Marc-André ter Stegen (38) |
| Ter Stegen Koundé Christensen Araújo Balde Pedri Busquets De Jong Raphinha Lewandowski Gavi | Jules Koundé (29)          |
| Ter Stegen Koundé Christensen Araújo Balde Pedri Busquets De Jong Raphinha Lewandowski Gavi | Andreas Christensen (23)   |
| Ter Stegen Koundé Christensen Araújo Balde Pedri Busquets De Jong Raphinha Lewandowski Gavi | Ronald Araújo (22)         |
| Ter Stegen Koundé Christensen Araújo Balde Pedri Busquets De Jong Raphinha Lewandowski Gavi | Alejandro Balde (33)       |
| Ter Stegen Koundé Christensen Araújo Balde Pedri Busquets De Jong Raphinha Lewandowski Gavi | Pedri (26)                 |
| Ter Stegen Koundé Christensen Araújo Balde Pedri Busquets De Jong Raphinha Lewandowski Gavi | Sergio Busquets (30)       |
| Ter Stegen Koundé Christensen Araújo Balde Pedri Busquets De Jong Raphinha Lewandowski Gavi | Frenkie de Jong (33)       |
| Ter Stegen Koundé Christensen Araújo Balde Pedri Busquets De Jong Raphinha Lewandowski Gavi | Raphinha (36)              |
| Ter Stegen Koundé Christensen Araújo Balde Pedri Busquets De Jong Raphinha Lewandowski Gavi | Robert Lewandowski (34)    |
| Ter Stegen Koundé Christensen Araújo Balde Pedri Busquets De Jong Raphinha Lewandowski Gavi | Gavi (36)                  |
| Ter Stegen Koundé Christensen Araújo Balde Pedri Busquets De Jong Raphinha Lewandowski Gavi | Allenatore: Xavi           |
| Altri giocatori: Ansu Fati (36), Ferrán Torres (33), Franck Kessié (28), Jordi Alba (24), Ousmane Dembélé (25), Eric García (24), Marcos Alonso (24), Sergi Roberto (23), Pablo Torre (8), Gerard Piqué (6), Ángel Alarcón (4), Héctor Bellerín (3), Memphis Depay (2), Iñaki Peña (2), Chadi Riad (1), Lamine Yamal (1), Pierre-Emerick Aubameyang (1), Aleix Garrido (1). |                            |

## Risultati

### Tabellone
|                 | Alm  | AtB  | AtM  | Bar  | Bet  | Cad  | Cel  | Elc  | Esp  | Get  | Gir  | Mai  | Osa  | Ray  | RMa  | ReS  | ReV  | Siv  | Val  | Vil  |
| --------------- | ---- | ---- | ---- | ---- | ---- | ---- | ---- | ---- | ---- | ---- | ---- | ---- | ---- | ---- | ---- | ---- | ---- | ---- | ---- | ---- |
| Almería         | –––– | 1-2  | 1-1  | 1-0  | 2-3  | 1-1  | 3-1  | 2-1  | 3-1  | 1-0  | 3-2  | 3-0  | 0-1  | 3-1  | 1-2  | 0-2  | 0-0  | 2-1  | 2-1  | 0-2  |
| Athletic Bilbao | 4-0  | –––– | 0-1  | 0-1  | 0-1  | 4-1  | 2-1  | 0-1  | 0-1  | 0-0  | 2-3  | 0-0  | 0-0  | 3-2  | 0-2  | 2-0  | 3-0  | 0-1  | 1-0  | 1-0  |
| Atlético Madrid | 2-1  | 1-0  | –––– | 0-1  | 1-0  | 5-1  | 4-1  | 2-0  | 1-1  | 1-1  | 2-1  | 3-1  | 3-0  | 1-1  | 1-2  | 2-1  | 3-0  | 6-1  | 3-0  | 0-2  |
| Barcellona      | 2-0  | 4-0  | 1-0  | –––– | 4-0  | 2-0  | 1-0  | 3-0  | 1-1  | 1-0  | 0-0  | 3-0  | 1-0  | 0-0  | 2-1  | 1-2  | 4-0  | 3-0  | 1-0  | 3-0  |
| Betis           | 3-1  | 0-0  | 1-2  | 1-2  | –––– | 0-2  | 3-4  | 3-0  | 3-1  | 0-1  | 2-1  | 1-0  | 1-0  | 3-1  | 0-0  | 0-0  | 2-1  | 1-1  | 1-1  | 1-0  |
| Cadice          | 1-1  | 0-4  | 3-2  | 0-4  | 0-0  | –––– | 1-0  | 1-1  | 2-2  | 2-2  | 2-0  | 2-0  | 0-1  | 1-0  | 0-2  | 0-1  | 2-0  | 0-2  | 2-1  | 0-0  |
| Celta Vigo      | 2-2  | 1-0  | 0-1  | 2-1  | 1-0  | 3-0  | –––– | 1-0  | 2-2  | 1-1  | 1-1  | 0-1  | 1-2  | 3-0  | 1-4  | 1-2  | 3-0  | 1-1  | 1-2  | 1-1  |
| Elche           | 1-1  | 1-4  | 1-0  | 0-4  | 2-3  | 1-1  | 0-1  | –––– | 0-1  | 0-1  | 1-2  | 1-1  | 1-1  | 4-0  | 0-3  | 0-1  | 1-1  | 1-1  | 0-2  | 3-1  |
| Espanyol        | 3-3  | 1-2  | 3-3  | 2-4  | 1-0  | 0-0  | 1-3  | 2-2  | –––– | 1-0  | 2-2  | 2-1  | 1-1  | 0-2  | 1-3  | 2-3  | 1-0  | 2-3  | 2-2  | 0-1  |
| Getafe          | 1-2  | 2-2  | 0-3  | 0-0  | 0-1  | 0-0  | 1-0  | 1-1  | 1-2  | –––– | 3-2  | 2-0  | 2-1  | 2-2  | 0-1  | 2-1  | 2-3  | 2-0  | 1-0  | 0-0  |
| Girona          | 6-2  | 2-1  | 0-1  | 0-1  | 1-2  | 1-1  | 0-1  | 2-0  | 2-1  | 3-1  | –––– | 2-1  | 1-1  | 2-2  | 4-2  | 3-5  | 2-1  | 2-1  | 1-0  | 1-2  |
| Maiorca         | 1-0  | 1-1  | 1-0  | 0-1  | 1-2  | 1-0  | 1-0  | 0-1  | 1-1  | 3-1  | 1-1  | –––– | 0-0  | 3-0  | 1-0  | 1-1  | 1-0  | 0-1  | 1-0  | 4-2  |
| Osasuna         | 3-1  | 2-0  | 0-1  | 1-2  | 3-2  | 2-0  | 0-0  | 2-1  | 1-0  | 0-2  | 2-1  | 1-0  | –––– | 2-1  | 0-2  | 0-2  | 2-0  | 2-1  | 1-2  | 0-3  |
| Rayo Vallecano  | 2-0  | 0-0  | 1-2  | 2-1  | 1-2  | 5-1  | 0-0  | 2-1  | 1-2  | 0-0  | 2-2  | 0-2  | 2-1  | –––– | 3-2  | 0-2  | 2-1  | 1-1  | 2-1  | 2-1  |
| Real Madrid     | 4-2  | 1-1  | 1-1  | 3-1  | 2-1  | 2-1  | 2-0  | 4-0  | 3-1  | 1-0  | 1-1  | 4-1  | 1-1  | 2-1  | –––– | 0-0  | 6-0  | 3-1  | 2-0  | 2-3  |
| Real Sociedad   | 1-0  | 3-1  | 1-1  | 1-4  | 0-2  | 0-0  | 1-1  | 2-0  | 2-1  | 2-0  | 2-2  | 1-0  | 2-0  | 2-1  | 2-0  | –––– | 0-1  | 2-1  | 1-1  | 1-0  |
| Real Valladolid | 1-0  | 1-3  | 2-5  | 3-1  | 0-0  | 0-1  | 4-1  | 2-1  | 2-1  | 0-0  | 1-0  | 3-3  | 0-0  | 0-1  | 0-2  | 1-0  | –––– | 0-3  | 1-0  | 0-3  |
| Siviglia        | 2-1  | 1-1  | 0-2  | 0-3  | 0-0  | 1-0  | 2-2  | 3-0  | 3-2  | 2-1  | 0-2  | 2-0  | 2-3  | 0-1  | 1-2  | 1-2  | 1-1  | –––– | 1-1  | 2-1  |
| Valencia        | 2-2  | 1-2  | 0-1  | 0-1  | 3-0  | 0-1  | 3-0  | 2-2  | 2-2  | 5-1  | 1-0  | 1-2  | 1-0  | 1-1  | 1-0  | 1-0  | 2-1  | 0-2  | –––– | 1-1  |
| Villarreal      | 2-1  | 5-1  | 2-2  | 0-1  | 1-1  | 2-0  | 3-1  | 4-0  | 4-2  | 2-1  | 1-0  | 0-2  | 2-0  | 0-1  | 2-1  | 2-0  | 1-2  | 1-1  | 2-1  | –––– |

## Statistiche

### Capoliste solitarie
|    | —— | —— | ——          | ——          | ——          | —— | —— | ——          | ——          | ——          | ——          | ——  | ——  | ——  | ——         | ——         | ——         | ——         | ——         | ——         | ——         | ——         | ——         | ——         | ——         | ——         | ——         | ——         | ——         | ——         | ——         | ——         | ——         | ——         | ——         | ——         | ——         | —— |  |
|    |    |    | Real Madrid | Real Madrid | Real Madrid |    |    | Real Madrid | Real Madrid | Real Madrid | Real Madrid | Bar | Bar |     | Barcellona | Barcellona | Barcellona | Barcellona | Barcellona | Barcellona | Barcellona | Barcellona | Barcellona | Barcellona | Barcellona | Barcellona | Barcellona | Barcellona | Barcellona | Barcellona | Barcellona | Barcellona | Barcellona | Barcellona | Barcellona | Barcellona | Barcellona |    |  |
|    |    |    |             |             |             |    |    |             |             |             |             |     |     |     |            |            |            |            |            |            |            |            |            |            |            |            |            |            |            |            |            |            |            |            |            |            |            |    |  |
|    |    |    |             |             |             |    |    |             |             |             |             |     |     |     |            |            |            |            |            |            |            |            |            |            |            |            |            |            |            |            |            |            |            |            |            |            |            |    |  |
| 1ª | 2ª | 3ª | 4ª          | 5ª          | 6ª          | 7ª | 8ª | 9ª          | 10ª         | 11ª         | 12ª         | 13ª | 14ª | 15ª | 16ª        | 17ª        | 18ª        | 19ª        | 20ª        | 21ª        | 22ª        | 23ª        | 24ª        | 25ª        | 26ª        | 27ª        | 28ª        | 29ª        | 30ª        | 31ª        | 32ª        | 33ª        | 34ª        | 35ª        | 36ª        | 37ª        | 38ª        |    |  |

### Classifica in divenire
|                 | 1ª | 2ª | 3ª | 4ª | 5ª | 6ª | 7ª | 8ª | 9ª | 10ª | 11ª | 12ª | 13ª | 14ª | 15ª | 16ª | 17ª | 18ª | 19ª | 20ª | 21ª | 22ª | 23ª | 24ª | 25ª | 26ª | 27ª | 28ª | 29ª | 30ª | 31ª | 32ª | 33ª | 34ª | 35ª | 36ª | 37ª | 38ª |
|                 |    |    |    |    |    |    |    |    |    |     |     |     |     |     |     |     |     |     |     |     |     |     |     |     |     |     |     |     |     |     |     |     |     |     |     |     |     |     |
| --------------- | -- | -- | -- | -- | -- | -- | -- | -- | -- | --- | --- | --- | --- | --- | --- | --- | --- | --- | --- | --- | --- | --- | --- | --- | --- | --- | --- | --- | --- | --- | --- | --- | --- | --- | --- | --- | --- | --- |
| Almeria         | 0  | 1  | 4  | 4  | 4  | 4  | 4  | 7  | 7  | 10  | 10  | 13  | 13  | 16  | 17  | 17  | 18  | 19  | 22  | 22  | 22  | 22  | 25  | 25  | 25  | 26  | 27  | 30  | 30  | 30  | 33  | 33  | 36  | 36  | 39  | 39  | 40  | 41  |
| Athletic Bilbao | 1  | 4  | 7  | 7  | 10 | 13 | 16 | 17 | 17 | 18  | 18  | 21  | 21  | 24  | 25  | 26  | 26  | 26  | 26  | 29  | 32  | 32  | 32  | 33  | 33  | 36  | 37  | 40  | 43  | 46  | 46  | 47  | 47  | 47  | 50  | 50  | 50  | 51  |
| Atlético Madrid | 3  | 3  | 6  | 7  | 10 | 10 | 13 | 16 | 19 | 20  | 23  | 23  | 24  | 24  | 27  | 27  | 28  | 31  | 34  | 35  | 38  | 41  | 42  | 45  | 48  | 51  | 54  | 57  | 60  | 60  | 63  | 66  | 69  | 69  | 72  | 73  | 76  | 77  |
| Barcellona      | 1  | 4  | 7  | 10 | 13 | 16 | 19 | 22 | 22 | 25  | 28  | 31  | 34  | 37  | 38  | 41  | 41* | 44  | 47  | 53  | 56  | 59  | 59  | 62  | 65  | 68  | 71  | 72  | 73  | 76  | 76  | 79  | 82  | 85  | 85  | 85  | 88  | 88  |
| Betis           | 3  | 6  | 9  | 9  | 12 | 15 | 15 | 16 | 19 | 20  | 20  | 23  | 24  | 24  | 25  | 28  | 28* | 28  | 31  | 31  | 34  | 37  | 40  | 41  | 42  | 45  | 45  | 45  | 48  | 48  | 49  | 49  | 52  | 55  | 56  | 56  | 59  | 60  |
| Cadice          | 0  | 0  | 0  | 0  | 0  | 3  | 4  | 5  | 6  | 7   | 7   | 10  | 11  | 11  | 12  | 15  | 16  | 16  | 19  | 19  | 22  | 22  | 25  | 26  | 27  | 28  | 28  | 31  | 31  | 32  | 32  | 35  | 35  | 35  | 38  | 38  | 41  | 42  |
| Celta Vigo      | 1  | 1  | 4  | 7  | 7  | 7  | 10 | 10 | 10 | 10  | 11  | 11  | 11  | 12  | 13  | 16  | 17  | 17  | 20  | 23  | 23  | 24  | 27  | 28  | 31  | 34  | 35  | 36  | 36  | 36  | 39  | 39  | 39  | 39  | 39  | 40  | 40  | 43  |
| Elche           | 0  | 1  | 1  | 1  | 1  | 1  | 1  | 2  | 3  | 3   | 4   | 4   | 4   | 4   | 4   | 4   | 5   | 6   | 6   | 9   | 9   | 9   | 9   | 12  | 13  | 13  | 13  | 13  | 13  | 13  | 13  | 16  | 16  | 19  | 20  | 21  | 24  | 25  |
| Espanyol        | 1  | 1  | 1  | 4  | 4  | 4  | 5  | 6  | 9  | 9   | 10  | 11  | 12  | 12  | 13  | 14  | 17  | 20  | 20  | 21  | 21  | 24  | 27  | 27  | 27  | 27  | 27  | 27  | 27  | 28  | 28  | 31  | 31  | 31  | 34  | 35  | 36  | 37  |
| Getafe          | 0  | 0  | 1  | 1  | 4  | 7  | 7  | 7  | 8  | 9   | 10  | 13  | 14  | 14  | 17  | 17  | 17  | 17  | 17  | 18  | 19  | 22  | 22  | 25  | 26  | 29  | 30  | 30  | 31  | 31  | 31  | 31  | 34  | 34  | 35  | 38  | 41  | 42  |
| Girona          | 0  | 3  | 3  | 4  | 7  | 7  | 7  | 7  | 8  | 8   | 9   | 10  | 13  | 16  | 17  | 18  | 21  | 21  | 21  | 24  | 24  | 27  | 30  | 30  | 30  | 31  | 34  | 35  | 38  | 38  | 41  | 44  | 47  | 48  | 48  | 49  | 49  | 49  |
| Maiorca         | 1  | 1  | 4  | 5  | 5  | 8  | 8  | 9  | 9  | 9   | 12  | 13  | 16  | 19  | 19  | 22  | 22  | 25  | 25  | 28  | 28  | 31  | 31  | 31  | 32  | 32  | 33  | 34  | 37  | 40  | 40  | 41  | 41  | 44  | 44  | 47  | 47  | 50  |
| Osasuna         | 3  | 6  | 6  | 9  | 12 | 12 | 13 | 13 | 13 | 16  | 17  | 20  | 23  | 23  | 23  | 24  | 27  | 28  | 28  | 29  | 30  | 30  | 33  | 34  | 34  | 34  | 35  | 38  | 38  | 41  | 44  | 44  | 44  | 47  | 47  | 50  | 50  | 53  |
| Rayo Vallecano  | 1  | 4  | 4  | 4  | 7  | 7  | 10 | 10 | 11 | 12  | 15  | 18  | 21  | 22  | 23  | 23  | 26  | 26  | 29  | 32  | 33  | 34  | 34  | 35  | 35  | 36  | 37  | 37  | 40  | 40  | 43  | 43  | 46  | 46  | 46  | 46  | 49  | 49  |
| Real Madrid     | 3  | 6  | 9  | 12 | 15 | 18 | 19 | 22 | 25 | 28  | 31  | 32  | 32  | 35  | 38  | 38  | 38* | 41  | 42  | 42  | 48  | 51  | 52  | 53  | 56  | 56  | 59  | 59  | 62  | 65  | 65  | 68  | 68  | 71  | 71  | 74  | 77  | 78  |
| Real Sociedad   | 3  | 3  | 6  | 7  | 7  | 10 | 13 | 16 | 19 | 22  | 22  | 22  | 23  | 26  | 29  | 32  | 35  | 38  | 39  | 39  | 42  | 43  | 43  | 44  | 45  | 48  | 48  | 51  | 51  | 54  | 55  | 58  | 61  | 62  | 65  | 68  | 68  | 71  |
| Real Valladolid | 0  | 1  | 1  | 4  | 4  | 4  | 7  | 8  | 8  | 11  | 14  | 14  | 17  | 17  | 17  | 17  | 17  | 17  | 20  | 23  | 24  | 24  | 24  | 27  | 28  | 28  | 28  | 29  | 32  | 35  | 35  | 35  | 35  | 35  | 35  | 38  | 39  | 40  |
| Siviglia        | 0  | 1  | 1  | 1  | 4  | 5  | 5  | 6  | 9  | 10  | 10  | 10  | 11  | 11  | 12  | 15  | 15  | 18  | 21  | 21  | 24  | 25  | 25  | 25  | 28  | 28  | 31  | 32  | 35  | 38  | 41  | 41  | 44  | 47  | 48  | 49  | 49  | 49  |
| Valencia        | 3  | 3  | 3  | 6  | 6  | 9  | 10 | 13 | 14 | 15  | 15  | 15  | 16  | 19  | 19  | 19  | 19* | 20  | 20  | 20  | 20  | 20  | 23  | 23  | 26  | 26  | 27  | 27  | 27  | 30  | 33  | 33  | 34  | 37  | 40  | 40  | 41  | 42  |
| Villarreal      | 3  | 6  | 7  | 10 | 10 | 11 | 12 | 12 | 15 | 15  | 18  | 18  | 18  | 21  | 24  | 27  | 28  | 31  | 31  | 31  | 31  | 31  | 34  | 37  | 38  | 41  | 44  | 47  | 47  | 47  | 50  | 53  | 54  | 57  | 60  | 63  | 63  | 64  |

### Primati stagionali
Aggiornati al 29 maggio 2023 
Squadre
- Maggior numero di vittorie: Barcellona (28)
- Maggior numero di pareggi: Espanyol (12)
- Maggior numero di sconfitte: Elche (23)
- Minor numero di vittorie: Elche (5)
- Minor numero di pareggi: Barcellona (4)
- Minor numero di sconfitte: Barcellona (5)
- Miglior attacco: Real Madrid (74)
- Miglior difesa: Barcellona (18)
- Miglior differenza reti: Barcellona (+51)
- Peggior attacco: Elche, Cadice (29)
- Peggior difesa: Elche (66)
- Peggior differenza reti: Elche (-37)
- Miglior serie positiva: Barcellona, Real Madrid (8, 1ª-8ª giornata)
- Peggior serie negativa: Elche (5, 3ª-8ª giornata)

Partite
- Partite con più gol: 8, Girona-Real Sociedad 3-5 (7ª giornata) e Girona-Almeria 6-2 (22ª giornata)
- Maggior scarto di gol: 6, Real Madrid-Real Valladolid 6-0 (27ª giornata)
- Maggior numero di reti in una giornata: 35 (5ª giornata)

### Individuali

#### Classifica marcatori finale[26]
| Gol | Rigori |  | Giocatore            | Squadra         |
| --- | ------ |  | -------------------- | --------------- |
| 23  |        |  | Robert Lewandowski   | Barcellona      |
| 19  | 7      |  | Karim Benzema        | Real Madrid     |
| 16  | 5      |  | Joselu               | Espanyol        |
| 15  |        |  | Antoine Griezmann    | Atletico Madrid |
| 15  | 5      |  | Borja Iglesias       | Betis           |
| 15  | 4      |  | Vedat Muriqi         | Maiorca         |
| 14  | 5      |  | Enes Ünal            | Getafe          |
| 13  |        |  | Álvaro Morata        | Atletico Madrid |
| 13  | 1      |  | Valentín Castellanos | Girona          |
| 12  | 2      |  | Iago Aspas           | Celta Vigo      |
| 12  |        |  | Alexander Sørloth    | Real Sociedad   |
| 12  |        |  | Nicolas Jackson      | Villarreal      |
| 11  | 0      |  | Gabri Veiga          | Celta Vigo      |
| 10  | 0      |  | Vinícius Júnior      | Real Madrid     |
| 10  | 1      |  | Iñaki Williams       | Ath. Bilbao     |
| 10  | 0      |  | Martin Braithwaite   | Espanyol        |
| 10  | 2      |  | Oihan Sancet         | Ath. Bilbao     |
| 9   | 0      |  | Takefusa Kubo        | Real Sociedad   |
| 9   | 5      |  | Christian Stuani     | Girona          |
| 9   |        |  | Marco Asensio        | Real Madrid     |
| 9   | 1      |  | Rodrygo              | Real Madrid     |
| 9   | 1      |  | Isi Palazón          | Rayo Vallecano  |
| 9   |        |  | Ángel Correa         | Atletico Madrid |